# Mangifera parvifolia
Mangifera parvifolia là một loài thực vật thuộc họ Anacardiaceae. Loài này có ở Indonesia, Malaysia, và Singapore.